# اچ‌اس‌سی دوبراوکا
اچ‌اس‌سی دوبراوکا (به انگلیسی: HSC Dubravka) یک کشتی است که طول آن 41.57 m و ارتفاع آن 3.8 m می‌باشد.